# Sokwakhana Zazini
Sokwakhana Zazini, detto Soks (Burgersdorp, 23 gennaio 2000), è un ostacolista sudafricano, specializzato nei 400 metri ostacoli.

## Biografia
Nato nella provincia del Capo Orientale, a 16 anni si è trasferito a Pretoria grazie ad una borsa di studio. Ha disputato le prime gare nazionali nel 2016, l'anno successivo - dopo aver stabilito in marzo a Pretoria il record mondiale under 18 nei 400 metri ostacoli - Zazini ha preso parte ai Mondiali under 18 di Nairobi, occasione in cui ha vinto l'oro. L'anno successivo ripete il successo ai Mondiali under 20 in Finlandia.

Nel 2019 ha preso parte alle Universiadi in Italia arrivando secondo al traguardo mentre è stato squalificato durante le batterie ai Giochi panafricani in Marocco.

## Palmarès
| Anno | Manifestazione          | Sede         | Evento        | Risultato  | Prestazione | Note                                     |
| ---- | ----------------------- | ------------ | ------------- | ---------- | ----------- | ---------------------------------------- |
| 2017 | Mondiali U18            | Nairobi      | 400 m hs      | Oro        | 49"27       |                                          |
| 2017 | Mondiali U18            | Nairobi      | 4×400 m mista | Bronzo     | 3'24"45     |                                          |
| 2018 | Mondiali U20            | Tampere      | 400 m hs      | Oro        | 49"42       |                                          |
| 2019 | Campionati africani U20 | Abidjan      | 400 m piani   | Semifinale | 47"44       |                                          |
| 2019 | Campionati africani U20 | Abidjan      | 400 m hs      | Oro        | 50"35       |                                          |
| 2019 | Universiadi             | Napoli       | 400 m hs      | Argento    | 48"73       |                                          |
| 2019 | Universiadi             | Napoli       | 4×400 m       | Argento    | 3'03"23     |                                          |
| 2019 | Giochi panafricani      | Rabat        | 400 m hs      | Batteria   | dq          |                                          |
| 2021 | Giochi olimpici         | Tokyo        | 400 m hs      | Semifinale | 48"99       | Miglior prestazione personale stagionale |
| 2022 | Campionati africani     | Saint Pierre | 400 m hs      | Oro        | 49"42       |                                          |
| 2022 | Mondiali                | Eugene       | 400 m hs      | Semifinali | 50"22       |                                          |